# Kelmė
Kelmė (česky zastarale Kelmy) je okresní město v západní části Litvy, v Žemaitsku, v okrese Kelmė v Šiauliaiském kraji. V tomto kraji je v pořadí šestým největším ze čtrnácti měst. Leží při východním okraji mezinárodní silnice E77, která je v tom místě zároveň dálnicí A12 (Riga) – Šiauliai – Tauragė – (Tylže/Tilžė), 42 km na jihovýchod od Šiauliů, na jihovýchod od soutoku řek Vilbėna s Kražantė, které obě městem protékají.

## Minulost města
Reference ve starší literatuře o první zmínce o sídlu Kymel nebo Kimel (z roku 1294 – Peter von Dusburg) jsou mylné, jedná se o jinou ves na břehu Němenu. První zmínka, která se váže skutečně k tomuto místu, je zmínka o místě Stabuncaln, Stabekalne (1386) nebo Stabekalmen (1395) v zápiscích zvědů Řádu německých rytířů. Obec Kelmė jako taková je zmiňována od roku 1410. Roku 1416 byl postaven kostel. Roku 1511 získalo město právo pořádat trhy. 
V roce 1998 byl potvrzen městský znak.

## Sport
Ve městě působí fotbalový klub FK Kelmė (FK Kražantė)[ujasnit] a basketbalový klub KK Kelmė.

## Architektura
Pamětihodnosti ve městě:
- Neogotický evangelický kostel (reformátů) Nanebevzetí Nejsv. Panenky Marie – postaven v letech 1901–1912 (architekt Karl Eduard Strandmann). Původní kostel reformátů byl postaven roku 1615; roku 1767 vyhořel, 1807 obnoven
- Evangelický luterský kostel
- budovy v Kelmėském Dvoře (architektonická a historická památka)

## Partnerská města
- Biłgoraj, Polsko
- Hódmezővásárhely, Maďarsko